# Kousoku Sentai Turboranger
Kousoku Sentai Turboranger (em japonês: 高速戦隊ターボレンジャー Kōsoku Sentai Tāborenjā; prt: Turbo Rangers), traduzido como Esquadrão de Alta Velocidade Turboranger, é a décima terceira série da franquia Super Sentai produzida pela Toei Company. Sua exibição original ocorreu entre 25 de fevereiro de 1989 e 3 de março de 1990.
Esta série sucedeu a Liveman e antecedeu a Fiveman, possuindo cinquenta e um episódios no seu total.

## Enredo
Há cerca de vinte mil anos, corajosos guerreiros lutaram contra o maligno Império Bohma, que foi derrotado e aprisionado. Porém, devido a corrupção dos tempos atuais, o Império Bohma conseguiu escapar de seu aprisionamento. Junto com o Doutor Dazai, Selon, a última das Fadas reuniu cinco estudantes do ginásio para se tornaram os Turborangers e lutar contra Bohma.

## Turborangers
O quinteto de Turborangers está explanado no quadro abaixo.
| Ator               | Personagem      | Denominação  | Arma     | Mecha       |
| ------------------ | --------------- | ------------ | -------- | ----------- |
| Kenta Satō         | Riki Honoo      | Red Turbo    | GT Sword | Turbo GT    |
| Fumiaki Ganaha     | Daichi Yamagata | Black Turbo  | T Hammer | Turbo Truck |
| Keiya Asakura      | Youhei Hama     | Blue Turbo   | J Gun    | Turbo Jeep  |
| Junichiro Katagiri | Shunsuke Hino   | Yellow Turbo | B Bowgun | Turbo Buggy |
| Noriko Kinohara    | Haruna Morikawa | Pink Turbo   | W Stick  | Turbo Wagon |

## Personagens
Os principais personagens desta série são:

### Turborangers
- Riki Honoo/Red Turbo - O corajoso líder da equipe. É o capitão do time de beisebol do colegial e sonha em tornar-se um profissional no esporte. Inicialmente, levava broncas da professora Misa quando tirava notas baixas porque matava aulas só para jogar beisebol. Apesar de ser bastante inquieto, Riki tem um alto senso de justiça e confiança. Sua arma é a Espada G.
- Daichi Yamagata/Black Turbo - Armado com o Turbo Hammer, é uma pessoa paciente que adora correr. Tem muita preocupação com seus companheiros, mesmo quando teve a iniciativa de concluir o Turbo Rugger. Daichi é de grande confiança o que faz ter um grande apoio pelos companheiros.
- Youhei Hama/Blue Turbo - Nadador e saltador, sua arma é a J Gun. É bastante brincalhão e mulherengo, sempre estava indo atrás das garotas que avistava.
- Shunsuke Hino/Yellow Turbo - Ginasta, é o cômico da equipe, sua arma é a B Bowgun. Teve um irmão mais novo chamado Shunji que há muito tempo que foi morto após um atropelamento.
- Haruna Morikawa/Pink Turbo - A integrante feminina da equipe, é a aluna mais inteligente da escola aonde estuda, sendo bastante popular devido à isso. Sua arma é a W Stick.
- Kenichi Yamada/Blue Turbo (guerreiro temporário) - Um colega de colégio dos Turborangers que aparece no episódio 42. O fato de ser nerd, os outros riam dos seus vacilos nos esportes. Durante um ataque de um monstro Bohma, ele consegue roubar os transformadores de Youhei e se transforma em Blue Turbo em busca de coragem para tudo. No fim, ele consegue fazer um ato de ajuda ao criar uma bala especial que explodiu o monstro Bohma quando atirou. No fim, se arrepende e devolve os braceletes de transformação.

### Aliados
- Doutor Dazai - Cientista que inventou o robô dos Turborangers.
- Seelon, a fada - É a última fada sobrevivente. Só pode ser vista a olho nu pelos Turborangers e o Dr.Dazai consegue vê-la utilizando um dispositivo que ele próprio criou. Mede em torno de 8 cm de altura. Aliou-se ao Doutor Dazai para derrotar Bohma. No fim, torna-se uma estrela unindo-se a Lakia.
- Fera Sagrada Lakia (ep. 1-2, 11, 20) - Uma imensa fera gigante com uma juba branca. É o protetor da Terra. Ele lutou contra Bohma há muito tempo e selou vários monstros em inúmeros lugares. Devido a poluição da Terra, Lakia enfraqueceu-se e deixou todo o seu trabalho para Turborangers.
- Misa Yamaguchi - A professora dos Turborangers. Bastante gentil, mas não gosta das "gracinhas" que seus alunos fazem algumas vezes. Ela não gosta do Dr. Dazai pelo fato de ela achar que ele atrapalha os seus alunos na responsabilidade da escola. Considera-se culpada por não ter impedido o abandono da escola de Hikaro Nagareboshi e Sayako Tsukikage. No final, invade o Turbo Builder, dizendo já ter percebido suas identidades, e os incentiva a comparecerem à formatura escolar no dia seguinte.

### Inimigos (Cem Tribos Bohma)
- Grande Imperador Ragorn (ep. 1-38, 40, 42, 44-50) - O líder do Império Bohma. É parcialmente imóvel, apenas mexendo a cabeça e os braços e possui quatro braços que se alongam para punir os seus subordinados no caso esses falhassem. É muito cruel e impiedoso com seus surbordinados. Foi colocado numa armadilha por Yamimaru e Kirika para enfrentar Red Turbo que o derrota e após a posse de uma pedra mágica, ele consegue se levantar do trono e torna-se gigante. É derrotado pelo Super Turbo Builder. Retorna como Neoragorn, um ser com pele dourada e totalmente móvel. Inicia o ritual do Dai Fuuin, para invocar de volta 108 bohmajuus, sacrificando os Nagare Bohma. Os Turborangers salvam Yamimaru e Kirika e enfrentam o Fuuin Bohma. Este, ao ser derrotado, usa seu cajado no Dai Fuuin, e NeoRagorn o descobre bem debaixo do Turbo Builder. Os Turborangers invadem o Castelo Bohma e desafiam NeoRagorn. Yamimaru reaparece, dizendo ser ele o único rei dos Bohmas e humanos, mas é derrubado por NeoRagorn. O imperador dos Bohmas é derrotado por Red Turbo e aumenta a si mesmo para um tamanho gigantesco, para destruir o Turbo Builder e liberar o Dai Fuuin, mas é destruído pelo Super Turbo Robo.
- Doutor Rehda (ep. 1-29) - Gênio místico já idoso a serviço de Bohma. Possui um rosto humano e cabeça de concha. É o braço-direito de Ragorn. Odeia todos os seres humanos, sendo autor de planos que os envolvem. É do tipo de vilão que prefere executar seus planos sem partir para a luta física. Após a morte de Zimba e Jarmin, ele parte para um desafio contra os Turborangers, mas é destruído por Red Turbo. Daí, seu espírito aparece rapidamente rogando praga aos heróis.
- Zimba (ep. 1-27) - Um guerreiro mascarado que traja uma armadura negra estilo samurai. É perito com espadas. Há muito tempo, foi um ser humano que lutou contra um exército em função do amor por uma princesa que não gostava dele por ser feio. Morre logo e seu espírito sobrecarregado de ódio o faz se transformar em um Bohma. Rivaliza com Riki(Red Turbo) em batalhas. Devido a ira de Ragorn, ele parte para lutar contra os Turborangers, mas é destruído por Red Turbo. Yamimaru o manipula e o transforma em um gigante, confrontando o Turbo Robo. Danifica seriamente o Turbo Truck mas é derrotado pelos canhões da fortaleza Turbobuilder.
- Princesa Jarmin (ep. 1-28) - Mágica bastante fria a serviço de Bohma que é capaz de se transformar em uma aparência com cabeça no formato de cobra. Utiliza um chicote em batalhas. Após a morte de Zimba, ela parte para lutar contra os Turborangers, invocando um bohmajuu que age como seu guarda-costas, Kuroko Bohma. Usa uma transformação aonde ela e Kuroko Bohma tem cabeças de cobra, mas é destruída por Black Turbo.
- Furia Voadora Zulten - Criatura gorda que é capaz de se transformam um veículo parecido com um cart de golfe para Jarmin. Seus ataques são Tiro Zulten.  Após a morte de seus ex-companheiros Lehda, Jarmin e Zimba, ele começa a aparecer em batalhas com menos frequências, deixando o trabalho para Yamimaru e Kirika.  No episódio 36, cria um robô baseado em si mesmo Zulten Metal Type, capaz de dominar e comandar pessoas como se fossem robôs. Covarde, porém ardiloso, finge lealdade aos Nagare Bohma, retornando às ordens de Ragorn quando este se torna NeoRagorn no episódio 45. É morto quando estava pilotando uma nave de combate e foi atingido pelo Turbo Builder. Foi o último dos servos de Ragorn a morrer.
- Yamimaru (ep. 13-50) - Provavelmente o vilão principal da série. Assume a forma do estudante Hikaru Nagareboshi e se transfere para a mesma escola dos Turboranger. O fato de ser meio humano e meio demônio, ele não foi selado e sim, vagou pela Terra por 20 mil anos para obter o conhecimento de tudo. Utiliza a espada Ryusei Ken. Aparece como um guerreiro poderoso, mais forte do que Zimba e Jarmin. Após a morte dos subordinados de Ragorn, ele encontra Sayako Tsukikage (Kirika), uma Nagare Bohma como ele. Quando em perigo, surge o fio vermelho do destino, modificando os poderes deles. Une-se com Kirika, sua armadura muda totalmente e juntos conspiravam a morte de Ragorn. Até que juntos, criam uma armadilha para o vilão Ragon enfrentam Red Turbo sem saída até a morte. Yamimaru toma o poder por pouco tempo até a volta de NeoRagorn. Perde seus poderes no episódio 45, quando seus poderes e os poderes de fada dos Turborangers se anulam mutuamente. No episódio 47, NeoRagorn tenta transformá-lo em Gomogomo Bohma, porém ele se separa do monstro e recupera seus poderes. Durante um duelo contra Red Turbo, ele foi quase morto pelo herói. Yamimaru foge, e retorna para enfrentar NeoRagorn, mas é derrotado. Sozinho no Castelo Bohma, intenciona cair em cima do Turbo Builder. Todos chamam por ele, incluindo Kirika. O fio vermelho do destino que os une reaparece e puxa Yamimaru para fora do castelo, enquanto este é explodido pelo Super Turbo Builder. No fim, consegue voltar a ser humano ao lado de Kirika que terminam juntos pacificamente.
- Kirika (ep. 27, 30-50) - Um ser metade humano, metade demônio violento. Era Sayako Tsukikage até os 18 anos, daí descobre que foi criada por um casal de monstros, os Mamorigami Bohma (deuses protetores em japonês). No entanto, Yamimaru a incentiva transformar-se em uma guerreira fria e cruel. Quando seus poderes se complementam, Kirika e Yamimaru são unidos pelo lendário fio vermelho do destino, e suas roupas se tornam vermelhas. No episódio 43, o espírito do monstro Omamori faz com que Kirika descubra ser uma escolhido entre os Nagare e consegue se fundir com o monstro Yoroi Bohma se tornando a indestrutível Yoroi Kirika, mas ela volta ao normal, quando Red Turbo a golpeia com sua própria espada. Perde seus poderes junto com Yamimaru e os Turborangers, e foi resgatada por um misterioso homem velho, que se dizia Nagare Bohma igual a eles, mas era Kimen Bohma, seu verdadeiro pai. NeoRagorn tentou transformá-la num outro Gomogomo Bohma, sendo impedido pelo medalhão do Kimen Bohma. Após a morte de seu pai, ela se arrepende dos atos e tentou evitar Yamimaru de matar Red Turbo. No fim, termina junto com Yamimaru pacificamente. Sua espada é a Gekkou Ken, e seus ataques são Gekkou Beam, Scarlet Beam.
- Yamikumo (ep. 14-29, 48) - A aranha de estimação de Yamimaru que o serviu de protetor durante os 20 mil anos. Pode criar armas através de suas teias para Yamimaru. No fim, Kirika o transforma no Yamikumo Bohma que é destruído pelo Turbo Rugger.
- Dragas (ep. 31-49) - Um monstro Bohma na forma de dragão e guardião de um portal dimensional. Foi libertado por Yamimaru e Kirika. No fim, se suicida para destruir o monstro Fuiin Bohma.
- Feras Demoníacas Violentas (BohmaJuu) - São monstros Bohma normalmente maus e utilizados em batalhas. A maioria foram selados, enquanto outros mantinham-se escondidos em algum lugar. Cada servo aumenta o monstro de sua forma. Lehda utiliza sua flauta que causa dores nos ouvidos dos Turborangers. Zimba ergue o braço com a mão aberta, disparando um raio no céu e cria um tornado. Jarmin cospe uma serpente de fogo pela boca. Zulten utiliza sua corneta para fazê-los crescerem. Yamimaru primeiro utiliza sua aranha Yamikumo que cria um raio de crescimento, e depois, passa a utilizar a energia da pedra em seu capacete. Kirika utiliza seu anel gigante com laminas que giram e emite um raio que aumenta o tamanho dos monstro. Por último, Ragorn utiliza um raio para crescerem. Poucos são neutros ou pacíficos, tais como Arakure Bohma (12), Ma Henma (18), Ma Hyonma (18), Soumou Bohma (20), Suzunari Bohma (26) e Kimen Bohma (46), mas são forçados pelos vilões a lutarem contra os heróis.
- Demais Feras - Iwagami Bohma (2), Nejikure Bohma (3), Dango Bohma (4), Jashin Bohma e Jashin Bohma Junior (em Kousoku Sentai Turboranger the Movie), Minokasa Bohma (5), Peropero Bohma (6), Agito Bohma (7), Yashiki Bohma (8), Toritsuki Bohma (9 e 34), Oni Bohma, Aka Oni e Ao Oni (10), Tameiki Bohma (11), Dogū Bohma (13 e 34), Darumaotoshi Bohma (14 e 34), Kobu Bohma (15), Dororo Bohma (16), Kaseki Bohma (17), Gokuaku Bohma/Ma Enma e Ma Hyouma (18), Moodoku Bohma (19), Resa Bohma/ Racer Bohma (21), Yurei Bohma (22), Yashinomi Bohma (23), Inugami Bohma (24), Fujimi Bohma (25), Kuroko Bohma (28), Chomajin Bohma (29), Omamori Bohma (30 e 43), Kagami Bohma (31), Noppera Bohma (32), Shigoki Bohma (33), Shinigami Bohma (34), Kioku Bohma (35), Jigoku Bohma (37), Ehon Bohma (39), Wataridori Nagare Bohma/Oyakusha Bohma (40), Debiru Bohma (41), Gunman Bohma (42), Yoroi Bohma (43), Hanko Bohma (44), Hitotsume Bohma (45), Dragra Bohma (46), Gomogomo Bohma, monstro parasita que possuiu Yamimaru, depois Zulten e, por último, um soldado Wular (47), Yamikumo Bohma (48) e Fuuin Bohma (49).
- Wu e Lar (ep. 3-6, 11, 15, 22, 25, 38-39, 48-49) - Os capitães de pele vermelha dos Wulars armados com foices.
- Wulars - Soldados do Império Bohma armados com machados. Parecem uma mistura de palhaços com homens da caverna.

### Outros
- Arakure Bohma (ep. 11) - Um bom monstro que foi amigo de Lakia. Foi controlado por Zulten para lutar contra Turboranger, mas torna-se uma estrela ao lado de Lakia.
- Ma Hyonma (ep. 18) - É um monstro de gelo que cansou-se de fazer o mal. Porém, ele e seu irmão Henma de fogo foram forçado por Jarmin a lutarem contra os heróis, tornando-se Gokuaku Bohma. Ao serem derrotados, ambos voltam às suas formas originais e se tornam flores.
- Mika Yamaguchi (ep. 36) - É a irmã mais nova de Misa. Conseguiu descobrir a identidade dos Turboranger e consegue enfrentar a situação que estava tendo quando sua irmã foi enfeitiçada por um monstro Bohma. No fim, ela agradece tudo a Pink Turbo e não comenta sobre a identidade verdadeira dos heróis a sua irmã.
- Kimen Bohma (ep. 46-47) - Um idoso que encontra Sayoko e Hikaru feridos e os acolhem, sendo conhecido como Kashim. Ele e os outros são perseguidos pelos Turboranger. Consegue salvar Yamimaru de um monstro Bohma, o deixando enfraquecido. Quando Sayoko e Hikaru voltam a ser Nagare Bohma, Yamimaru fere Kashim. Ele volta a ser Kimen Bohma e assume ser o pai de Kirika. Morre, deixando Red Turbo muito furioso.

## Equipamentos
Seguem-se, abaixo, os equipamentos mostrados nesta série.
Mach Turbos
São as motos dos Turbo Rangers.
Turboattacker
Um buggy super equipado que pertence a Red Turbo.
Turbolaser
Pode ser usado na forma de arma ou de espada. Combinando-se os disparos num mesmo ponto, os Turborangers usam o ataque finalizador Plasma Shoot.
V Turbo Bazooka
Arma que passou a ser utilizada após Yamimaru se mostrar mais poderoso que o Plasma Shoot.
GT Sword
A espada de Red Turbo. Seu ataque finalizador é GT Crash.
T Hammer
A Marreta de Black Turbo. Seu ataque finalizador é Hammer Wave.
J Gun
A arma de Blue Turbo. Combinada com o Turbolaser, formam a J Machine Gun.
B Bowgun
A Besta utilizada por Yellow Turbo.
W Stick
Um bastão usado por Pink Turbo. Seu golpe é o Stick Boomerang.

## Mechas
Os mechas desta série são citados mais abaixo.

### Base
Turbobuilder
Base dos Turbo Rangers que guarda todos os outros Mechas. TurboBuilder também pode operar em seu modo robô mesmo sem se unir a Super Turbo Robo, tal como ocorreu em sua primeira aparição na série, mas desta forma fica limitado a atacar apenas com os diversos lasers armados em seu corpo. No final, descobre-se que o Dr Dazai a construiu de propósito em cima do Dai Fuuin, para evitar que fosse liberado. Diferentemente de outros mecha-bases, este é capaz de se locomover tanto em modo base como em modo mecha (habilidade não presente em mechas-base posteriores, como Max Magna de Fiveman) e mesmo de escavar o chão para chegar ao local de combate (habilidade que nem mesmo o mais recente mecha-base, DekabaseRobo, possui). Isto chega a ser uma das contradições da série: como um mecha-base como TurboBuilder chega a ser capaz de escavar o chão para ir em combate mesmo sem nem estar no modo robô, enquanto que o Super Turbo Robo é incapaz de andar, mesmo durante a formação de Super TurboBuilder, onde é "absorvido" pela própria base?

### Turbo Machines
Turbo GT
Um carro esporte que pertence a Red Turbo.
Turbo Truck
Um caminhão que pertence a Black Turbo.
Turbo Jeep
Um super jipe que pertence a Blue Turbo.
Turbo Buggy
Um gigantesco Buggy que pertence a Yellow Turbo
Turbo Wagon
Uma van que pertence a Pink Turbo.
Rugger Fighter
Uma gigantesca nave que pode se transformar no robô gigante Turborugger. Seu nome e sua aparência remetem a um jogador de rugby.

### Robôs
| Robô               | Mecha                                                                                      |
| ------------------ | ------------------------------------------------------------------------------------------ |
| Turbo Robô         | Turbo GT, Turbo Truck, Turbo Jeep, Turbo Buggy e Turbo Wagon                               |
| Turborugger        | Rugger Fighter                                                                             |
| Super Turbo Robô   | Turbo GT, Turbo Truck, Turbo Jeep, Turbo Buggy, Turbo Wagon e Rugger Fighter               |
| Super Turbobuilder | Turbo GT, Turbo Truck, Turbo Jeep, Turbo Buggy, Turbo Wagon, Rugger Fighter e Turbobuilder |

Turbo Robô
Formado pela união de Turbo GT (Red), Turbo Truck (Black), Turbo Jeep (Blue), Turbo Buggy (Yellow) e Turbo Wagon (Pink). Suas armas são High Speed Sword, Turbo Crash, Turbo Cannons e o Turbo Punch.
Turbo Rugger
É a forma robô do Rugger Fighter. Suas armas são Battleball, Screw Rugger Kick e Big Rugger Guns.
Super Turbo Robô
Formado pela união do Turborobo e Turbo Rugger . A sobrecarga de peso decorrente desta união, devido ao fato de que Turbo Rugger fica quase completamente montado "em cima" de TurboRobo, é tal que Super Turbo Robo é incapaz de andar, embora possa mexer os braços. Destrói os monstros com seu ataque definitivo, Super Mirage Beam.
Super Turbobuilder
O maior e mais poderoso robô dos Turbo Rangers. É formado pela união da base Turbobuilder e do Super Turbo Robo . Sua arma principal é o Super Turbo Builder Beam. TurboBuilder também pode operar em seu modo robô mesmo sem se unir a Super Turbo Robo, tal como ocorreu em sua primeira aparição na série.

## Elenco
Segue-se, abaixo, o elenco principal desta série.
- Nobuo Tanaka - Narrador
- Kenta Satou - Riki Hono/Red Turbo
- Fumiaki Ganaha - Daichi Yamagata/Black Turbo
- Keiji Asakura - Yohei Hama/Blue Turbo
- Junichiro Katagiri - Shunsuke Hino/Yellow Turbo
- Noriko Kinohara - Haruna Morikawa/Pink Turbo
- Fujita Okamoto - Dr. Dazai
- Mayumi Omura - Seeron
- Kyoko Takami - Misa Yamaguchi
- Ryo Narushima (Keiko Hayase) - Mika Yamaguchi (36)
- Takeshi Watabe - Lagorn
- Masashi Ishibashi - Doutor Lehda
- Kanako Kishi - Princess Jarmin
- Seiichi Hirai - Zimba
- Hideyuki Umezu - Zulten
- Hiromi Yuhara - Rin humana (26)
- Yoshinori Tanaka - Hikaru Nagareboshi/Yamimaru
- Masako Morishita - Sayako Tsukikage/Kirika

Mais abaixo, estarão listados os dublês desta série.
- Kazuo Niibori - Red Turbo
- Hirofumi Ishigaki - Black Turbo
- Shoji Hachisuka - Blue Turbo
- Masato Akada - Yellow Turbo
- Yuuichi Hachisuka - Pink Turbo

## Lista de episódios
Segue-se, abaixo, a lista de episódios desta série.
| Número | Nome do episódio                                                | Monstro(s) do episódio e suas aparências físicas                              | Protagonistas ou Foco do Episódio |
| ------ | --------------------------------------------------------------- | ----------------------------------------------------------------------------- | --- |
| 01     | O Grande Encontro, de 10 Sentai: contando com você! Turboranger | Exército Bohma                                                                | Turborangers e Sentais Veteranos (Battle Fever J, Denzimen, Sun Vulcan, Goggle V, Dynamen, Biomen, Changemen, Flashmen, Maskmen e Livemen) |
| 02     | Já viram a Fada?                                                | Iwagami Bohma (rochas)                                                        | Turborangers |
| 03     | Castelo Bohma, a maldição de 20 mil anos!                       | Nejikure Bohma                                                                | Turborangers |
| 04     | Os estrondos humanos Dango!                                     | Dango Bohma                                                                   | Riki (Red Turbo) |
| 05     | Fujam! A cidade Samurai                                         | Minokasa Bohma                                                                | Daichi (Black Turbo) |
| 06     | Os viscosos Bohma Zumbis                                        | Peropero Bohma e Bohma Zumbis                                                 | Haruna (Pink Turbo), Hiroshi, Misa, Avô e Dr. Lehda                                                                                        |
| 07     | Monstro Bohma engolindo namorados!                              | Agito Bohma (cobra)                                                           | Riki (Red Turbo), Kouichi e Zimba |
| 08     | A casa de Jarmin que voa pelo céu                               | Yashiki Bohma (casa)                                                          | Youhei (Blue Turbo). Risa Sawamatsu e Jarmin                                                                                               |
| 09     | O Desejo da flauta demoníaca                                    | Toritsuki Bohma                                                               | Shunsuke (Yellow Turbo), Yumi e Zulten |
| 10     | A Boneca do demônio                                             | Oni Bohma (demônio), Ogro Vermelho e Ogro Azul                                | Youhei (Blue Turbo), Daisuke, cavalo Kuro, Zimba e Zulten                                                                                  |
| 11     | Ruja, estrada Wular!                                            | Wular Bohma                                                                   | Riki (Red Turbo) e Masaya |
| 12     | Bohmajuu que virou estrela                                      | Arakure Bohma                                                                 | Riki (Red Turbo) e Zulten |
| 13     | Uma Armadilha para a bruxa                                      | Tameiki Bohma (bruxa)                                                         | Haruna (Pink Turbo) e Jarmin |
| 14     | O Aluno transferido                                             | Dogu Bohma (Dogu)                                                             | Turborangers e Yamimaru |
| 15     | Na Mira de Yamimaru!                                            | Daruma Bohma (Daruma)                                                         | Youhei (Blue Turbo), Shunsuke (Yellow Turbo) e Yamimaru                                                                                    |
| 16     | Atire, V Turbo Bazuca!                                          | Kobu Bohma                                                                    | Turborangers e Yamimaru |
| 17     | A Professora voltou a ser criança                               | Dororo Bohma                                                                  | Youhei (Blue Turbo), Misa e Zulten |
| 18     | Cinco minutos de transformação                                  | Kaseki Bohma (fóssil de dinossauro)                                           | Daichi (Black Turbo) e Yamimaru |
| 19     | O Choque dos Ma Kyodai                                          | Ma Henma (fogo), Ma Hyonma (gelo)/Gokuaku (fogo/gelo:fusão dos dois monstros) | Shunsuke (Yellow Turbo) e Jarmin |
| 20     | Império Bohma e Haruna                                          | Mooduko Bohma (escorpião)                                                     | Haruna (Pink Turbo) e Zulten |
| 21     | O Jogo de Dosukoi                                               | Soumou bohma (lutador de sumô)                                                | Daichi (Black Turbo) e Misa |
| 22     | A Juventude                                                     | Resa bohma (esqueleto guerreiro)                                              | Riki (Red Turbo), Misa e Yamimaru |
| 23     | Cheio de Fantasmas                                              | Yuurei Bohma (fantasma)                                                       | Shunsuke (Yellow Turbo), Haruna (Pink Turbo), Hanako e Zulten                                                                              |
| 24     | O Mar de verão do medo                                          | Yashinomi Bohma (árvore)                                                      | Turborangers |
| 25     | Cachorro Lutador                                                | Inugami Bohma (cão)                                                           | Haruna (Pink Turbo), Zimba e Garoto-cão |
| 26     | Riki! Uma situação desesperada                                  | Fujimi Bohma (cavaleiro)                                                      | Riki (Red Turbo) e Yamimaru |
| 27     | Rin, a garota Bohma                                             | Suzunari Bohma (sino)                                                         | Youhei (Blue Turbo) e Jarmin |
| 28     | Falha na Fusão do Robô                                          | Zimba                                                                         | Riki (Red Turbo) e Zimba |
| 29     | Depressa, ao novo Robô!                                         | Kuroko Bohma (cobra)                                                          | Daichi (Black Turbo) e Jarmin |
| 30     | O fim de Lehda                                                  | Chou Majin Bohma                                                              | Riki (Red Turbo), Dr. Dazai e Dr. Lehda |
| 31     | A Guerreira Kirika                                              | Omamori Bohma e Skull Bohmas                                                  | Riki (Red Turbo) e Jarmin |
| 32     | O Grande Pássaro Maligno                                        | Kagami Bohma (espelho)                                                        | Riki (Red Turbo), Yamimaru, Kirika e Dragas                                                                                                |
| 33     | Roube o rosto de Youhei!                                        | Noppera Bohma                                                                 | Youhei (Blue Turbo), Yamimaru, Kirika e Kuwata                                                                                             |
| 34     | O Truque de Zulten                                              | Shigoki Bohma                                                                 | Zulten, Yamimaru e Kirika |
| 35     | A Espada que chama o amor                                       | Shinigami Bohma (morte)                                                       | Daichi (Black Turbo), Yamimaru, Kirika e Yukari                                                                                            |
| 36     | Lembrança do Destino...                                         | Kioku Bohma                                                                   | Shunsuke (Yellow Turbo) e Kirika |
| 37     | A Misteriosa Garota Kung Fu                                     | Zulten Metal-Type                                                             | Haruna (Pink Turbo) e Mika |
| 38     | A Pintura que suga as pessoas                                   | Jigoku Bohma (demônio)                                                        | Shunsuke (Yellow Turbo) |
| 39     | O Fim de Ragon                                                  | Imperador Ragon                                                               | Riki (Red Turbo) Yamimaru, Kirika e Ragon                                                                                                  |
| 40     | Andem, crianças de Shikoku                                      | Ehon Bohma (livro)                                                            | Youhei (Blue Turbo) |
| 41     | Eu sou a Estrela!                                               | Oyakushi Bohma                                                                | Daichi (Black Turbo) |
| 42     | Aniversário Assustador                                          | Debiru Bohma (morcego)                                                        | Riki (Red Turbo) e Sealon |
| 43     | O Sexto Guerreiro                                               | Gunman Bohma (atirador)                                                       | Youhei (Blue Turbo) e Kenichi (Blue Turbo)                                                                                                 |
| 44     | A Lenda do Nagare Bohma                                         | Yoroi Bohma (armadura)                                                        | Riki (Red Turbo) e Kirika |
| 45     | O Garoto da Magia                                               | Hanko Bohma (elefante/carimbo)                                                | Youhei (Blue turbo) e Tatsuo |
| 46     | A Vingança de Ragon                                             | Hitotsume Bohma                                                               | Haruna (Pink Turbo), Yamimaru e Kirika |
| 47     | SOS, impossível se transformar!                                 | Dragra Bohma (monstro criado a partir de Dragras)                             | Sealon e Zulten |
| 48     | O Segredo de Nagare Bohma                                       | Gomogomo Bohma (vulcão)                                                       | Yamimaru, Kirika e Kashin/Kimen Bohma |
| 49     | A Bela Kirika                                                   | Yamikumo Bohma (aranha)                                                       | Riki (Red Turbo), Yamimaru e Kirika |
| 50     | O Dai Fuui medonho                                              | Fuuin Bohma (dragão)                                                          | Riki (Red Turbo), Yamimaru e Kirika |
| 51     | A Formatura da Juventude                                        | NeoRagon                                                                      | Yamimaru, Kirika e NeoRagon |

## Exibição lusófona

### Portugal
Em Portugal continental, a série foi originalmente transmitida pelo Canal 1 a partir de 4 de abril de 1992, enquanto na Madeira foi transmitida pela RTP Madeira a partir de 31 de maio do mesmo ano.
A transmissão portuguesa ficou marcada por algumas particularidades: os episódios iniciais foram transmitidos com a dobragem francesa e os restantes na língua original japonesa, ambos com legendas em português.

## Versões lusófonas

### Português europeu

#### Legendagem
A série foi traduzida e legendada por Maria Teresa Eiró.